# Cumbre sobre la Acción Climática ONU de 2019
La Cumbre ONU sobre la Acción Climática de 2019 tuvo lugar en Sede de Naciones Unidas en Nueva York el 23 de septiembre de 2019.   El objetivo de la cumbre era adelantar acción  para reducir las emisiones de efecto invernadero para impedir que la temperatura global aumente más de 1.5 grados por encima del nivel preindustrial. Se esperaba que 60 países "anunciaran medidas para reducir las emisiones y apoyar a las poblaciones más vulnerables a la crisis climática" incluyendo Francia,  otros países europeos, países isleños e India. Para aumentar la presión sobre los actores políticos y económicos para lograr los objetivos de la cumbre, se está llevando a cabo una huelga climática global. Más de 4 millones de personas participaron en las protestas mundiales del 20 y 22 de septiembre que comenzaron la huelga.